# Hold Me (Whitney Houston & Teddy Pendergrass)
Hold me è un romantico brano soul-R&B del 1984, cantato in coppia da Whitney Houston e da Teddy Pendergrass e facente parte dell'album di Teddy Pendergrass Love Language e dell'album eponimo (e di debutto) di Whitney Houston (1985). Il brano è una rielaborazione, con un diverso arrangiamento, di In Your Arms, inciso da Diana Ross nel 1982 per l'album Silk Electric. Autori della canzone  sono Michael Masser e Linda Creed.
Il disco uscì su etichetta Asylum Records e fu prodotto da Michael Masser. Per l'allora quasi ventunenne Whitney Houston, si trattò del singolo di debutto.
Il brano fu inoltre inserito come "Lato B" nella versione per l'Italia del singolo di Whitney Houston All at Once, uscita nel 1987.

## Testo
Il testo è il "dialogo" fra due innamorati, che si rassicurano e si fanno promesse a vicenda prima di una notte d'amore.

## Tracce

### 45 giri
1. Hold Me (Linda Creed - Michael Masser)
2. Love (R. Goodrum) - Teddy Pendergrass

### 45 giri maxi
1. Hold Me
2. Special message from Teddy Pendergrass
3. Love - Teddy Pendergrass

## Classifiche
| Classifica (1984)           | Posizione massima |
| --------------------------- | ----------------- |
| US Billboard Hot 100        | 46                |
| US Hot R&B/Hip-Hop Songs    | 5                 |
| US Adult Contemporary Chart | 6                 |
| Regno Unito                 | 44                |